# Bodhiboom
De bodhiboom  (Ficus religiosa) is een plant uit de moerbeifamilie (Moraceae). Het is een snelgroeiende boom met luchtwortels, die 30 meter hoog kan worden. De opvallend gevormde bladeren hebben een "druppelspits", waarvan men aanneemt dat die zorgen voor de snelle afvoer van regenwater. De bodhiboom is inheems in Pakistan, India en Sri Lanka.

## Bodhibomen in het boeddhisme
In het boeddhisme is de bodhiboom een heilige boom, omdat Gautama Boeddha, de stichter van het boeddhisme, onder een bodhiboom bodhi (verlichting) bereikte. In veel boeddhistische tempels staat een bodhiboom.
De beroemdste bodhiboom staat ongeveer 100 km ten zuiden van Patna in het plaatsje Bodhgaya, in de Indiase staat Bihar. Volgens het boeddhisme bereikte Gautama Boeddha onder deze boom verlichting. De bodhiboom in Bodhgaya is een geliefde bestemming voor pelgrims en staat in het tempelcomplex van de Mahabodhitempel in Bodhgaya, een van vier heilige plaatsen voor boeddhisten. Siddhartha Gautama werd volgens de boeddhistische leer een boeddha terwijl hij al zittend aan het mediteren was onder deze boom. Daarom wordt de bodhiboom ('de boom der ontwaking') beschouwd als heilig en staat het symbool voor het bereiken van verlichting of nibbana.
De bodhiboom die we nu aantreffen in Bodhgaya is een stek van de oorspronkelijke, het is de zesde generatie. De bodhiboom in Anuradhapura in Sri Lanka (genaamd de Sri Maha Bodhi) is een tweede generatie die naar Sri Lanka werd gebracht door de dochter van koning Asoka. De bodhiboom in Sanchi, India is eveneens een vroege stek. Tegenwoordig staat er in veel boeddhistische tempels ook een afstammeling van de boom in Bodhgaya.

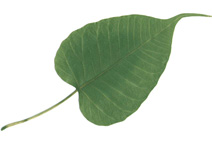
Een hartvormig blad van een bodhiboom met druppelspits
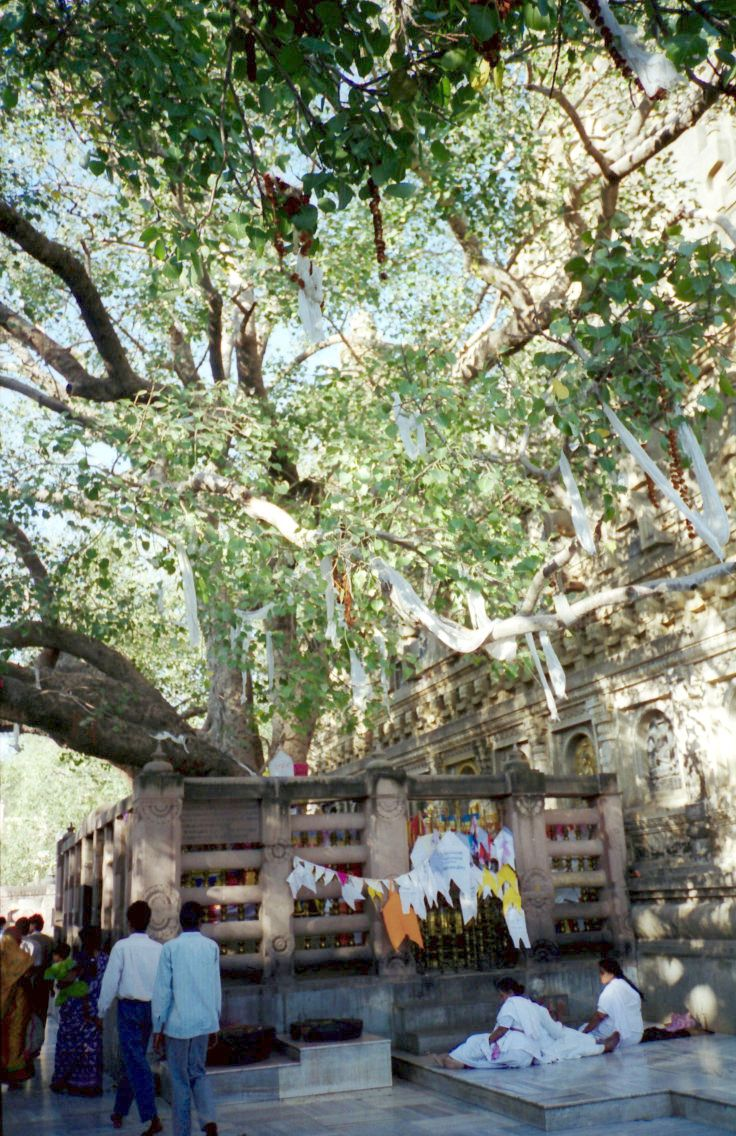
Mahabodhi in Bodhgaya